# Швиссель
Швиссель (нем. Schwissel) — община в Германии, в земле Шлезвиг-Гольштейн. 
Входит в состав района Зегеберг. Подчиняется управлению Лецен.  Население составляет 254 человека (на 31 декабря 2010 года). Занимает площадь 4,44 км².